# Терлак Зеновій Михайлович
Терлак Зеновій Михайлович (15 жовтня 1952, с. Підліски Жидачівського р-ну Львівської обл.) — український науковець , філолог-україніст, лексикограф, кандидат філологічних наук (1982), професор (2012), завідувач кафедри української мови Львівського університету (з 1996 до 2015), член Української національної комісії з питань правопису (з 2002).

## Біографія
Навчався на українському відділенні філологічного факультету Львівського університету (1969–1974).
З 1974 працює викладачем на кафедрі української мови Львівського університету.
У 1979–1982 навчався в аспірантурі при кафедрі української мови Київського державного університету ім. Т.Шевченка.
Кандидатську дисертацію «Ад'єктивні словосполучення з об'єктними відношеннями в сучасній українській літературній мові» захистив у 1982.
Завідувач кафедри української мови Львівського університету (1996-2015).
Професор кафедри (з 2012).
Фахівець у сфері синтаксичної структури української мови, синтаксичних норм, культури української мови, викладання української мови як іноземної, українського правопису, письменницької лексикографії.

## Науковий доробок

### Словники, посібники, підручники, монографії
- Словник труднощів української мови. — К.: Рад. школа, 1989. — 336 с. (у співавторстві).
- Українська мова у вправах і завданнях: Навч. посібник. — К., 1990. — 212 с. (у співавторстві).
- Украинский язык для начинающих. — 1-е вид.: Львив: Свит, 1991. — 240 с.; 2-е вид., доповн.: Львів: Світ, 2000 (у співавторстві).
- Українсько-болгарський розмовник. — Львів: Світ, 1994. — 134 с. (у співавторстві).
- Василь Сімович: Життєписно-бібліографічний нарис. — Львів, 1995. — 180 с. (у співавторстві).
- Словник-довідник з культури української мови. — — 1-е вид.: Львів: Фенікс, 1996. — 368 с.; 2-е вид.: К.: «Знання», 2004 (зі змінами) (у співавт.)
- Українська мова: Збірник вправ із синтаксису та пунктуації. — Львів, 1999. — 224 с.
- Українсько-білоруський розмовник. — Львів: Світ, 2000. — 204 с. (у співавторстві).
- Скиньмо чужі правописні кайдани. — Львів, 2001. — 62 с. (у співавторстві).
- Словник мови поетичної збірки Івана Франка «Зів'яле листя» / Зеновій Терлак. — Львів: ЛНУ імені Івана Франка, 2010.
- Словник мови поетичної збірки Івана Франка «Мій Ізмарагд»: у двох частинах. Частина перша: А-М. — Львів: Апріорі, 2016. — 424 с. ISBN 978-617-629-278-4
- Словник мови поетичної збірки «Мій Ізмарагд»: у двох частинах. Частина друга: Н–Я. — Львів: ЛНУ імені Івана Франка, 2016. — 428 с. ISBN 978—617–100-288–3
- Пунктуаційний словник-довідник. — Львів: Апріорі, 2019. — 396 с. ISBN 978-617-629-573-0

### Наукові статті
- Об'єктні безприйменникові конструкції із знахідним відмінком у сучасній українській мові в порівнянні з російською // Вісник Львівськ. ун-ту. — Вип. 11. — Львів, 1979. — С. 77-82.
- Ад'єктивні сполуки з залежною словоформою в родовому відмінку // Українське мовознавство: Респ. міжвід. наук. зб. — Вип. 9. — 1981. — С. 88-95.
- Залежний від прикметника додаток і способи його вираження // Укр. мова і літ. в школі. — 1982. — № 8. — С. 70-73. Адъективные словосочетания с объектными отношениями в современном украинском литературном языке: Автореф. канд. дис. — К., 1982. — 24 с.
- Варіантні зв'язки якісних прикметників // Культура слова. — Вип. 24. — К., 1983. — С. 33-37.
- Варіантні порівняльні словосполучення // Укр. мова і літ. в школі. — 1987. — № 2. — С. 57-59.
- Лінгвостилістичний аналіз поеми В. Поліщука «Асканія-Нова» // Літературний процес на Україні 20-30-х років і творчість В. Поліщука. — Рівне, 1987. — С. 68-70.
- Мовна майстерність І. С. Нечуя-Левицького у змалюванні картин природи // Творча індивідуальність І. С. Нечуя-Левицького і літературний процес. — Черкаси, 1988. — С. 79-83.
- Синтаксичні зв'язки дієприкметників // Развитие восточнославянских языков и общественные процессы. — Вісник Львівськ. ун-ту. — Серія філолог. — Вип. 19. — Львів, 1988. — С. 79-83.
- Ритмомелодика «малої» прози О. Кобилянської // Творчість Ольги Кобилянської у контексті української та світової літератури. — Черкаси, 1988. — С. 49-50.
- Учение о дополнении в синтаксической концепции А. А. Шахматова // Изучение теоретического наследия акад. А. А. Шахматова: Методические рекомендации. — Львов, 1989. — С. 13.
- Територіальні діалектизми як компонент стилістичної системи художнього твору // 50 років возз'єднання Зах. України з Укр. Рад. Соц. Республікою у складі Союзу РСР. — Львів, 1989. — С. 349.
- Варіантне керування прикметників у сучасній українській мові // Мова і духовність нації. — Львів, 1989. — С. 131—132.
- Питання культури мови в науковій спадщині В. Сімовича // Методичні читання, присв. 80-ій річниці від дня народження М. М. Шкільника. — Львів, 1990. — С. 93-95.
- Ватрослав Ягич в оцінці М. Возняка // Академік М. Возняк і розвиток української національної культури. — Львів, 1990. — С. 101—102.
- «Граматика української мови» Василя Сімовича // Мова і культура нації. — Львів, 1990. — С. 92.
- «Зглибивши насолоду труду» // Просвіта. — 1990. — Вип. 17. — С. 6. (у співавт.).
- На Україні Сирії нічого не загрожує // Рад. освіта. — 1990. — 15 червня. — С. 3 (у співавт.).
- Спостереження над динамікою синтаксичних норм // Кульура мови і культура в мові. — К., 1991. — С. 128—137.
- Конццепція національної школи і проблема культури мовлення // Концепція національної школи України і проблеми підготовки та підвищення кваліфікації вчительських кадрів.- Львів, 1991. — С. 11-13.
- Спостереження над синтаксичною структурою українських народних дум // Фольклор у духовному житті українського народу. — Львів, 1991. — Сю 61-62.
- Проблеми нормалізації української мови в лінгвістичній спадщині Модеста Левицького // Мова і культура нації. — Львів, 1991. — С. 7-14.
- Проблеми фонології і лінгвістичній спадщині І. Ковалика // Словотвірна та семантична структура української лексики. — Львів, 1991. — С. 105—106.
- Акцентуація іменників в українській і болгарській мовах // Вісник Львів. ун-ту. — Серія філол. — 1991. — Вип. 22. — С. 13-16.
- Проблеми функціонального вивчення українсько-болгарських мовних зв'язків // Вісник Льваів. ун-ту. — Серія філол. — 1991. — Вип. 22. — С. 3-6 (у співавт.).
- Матеріали до біббліографії праць В. І. Сімовича // Мова і соціальне відродження. — Вісниу Львів. ун-ту. — Серія філолог. — 1991. — Вип. 22. — С. 79-82 (у співавт.).
- Лінгвістична спадщина Василя Сімовича // Використання спадщини забутих і повернутих діячів науки та культури в навчальному процесі. — Рівне, 1991. — С. 10-12.
- І. Франко в боротьбі за чистоту української мови // Іван Франко і національне відродження. — Львів, 1991. — С. 183—185.
- Василь Сімович в українській культурі // Розвиток мовознавства в Західній Україні в 20-х — 30-х роках XX ст. — Львів, 1992. — С. 3-10 (у співавт.).
- Матеріали до бібліографії Василя Сімовича // Розвиток мовознавства в Західній Україні в 20-х — 30-х роках XX ст. — Львів, 1992. — С. 100—123 (у співавт.).
- Предикативний номінатив і предикативний інструменталь в українській мові // Іван Огієнко: Незабутні імена української культури. — Львів, 1992. — С. 162—164.
- Думки з приводу появи «Українського правопису» (3-те вид., випр. і доп., К., 1990). // Записки НТШ. — Т. CCXXIV. — Праці філологічн. секції. — Львів, 1992. — С. 427—431.
- Нормалізація української мови в 20-х роках XX століття // Мова і духовність нації. — К., 1992. — С. 58-75.
- До питання походження і розвитку української мови // Мова і духовність нації. — К., 1992. — С. 9-26 (у співавт.).
- Діяльність Василя Сімовича в Науковому Товаристві ім. Шевченка // Вісник НТШ. — 1994. — Ч. 8-9. — С. 14-15 (у співавт.).
- Вплив словотвірних зв'язків дієприкметників на формування структури ад'єктивних словосполучень // Словотвір як вияв динаміки мови. — Част. 2. — Львів, 1994. — С. 80-81.
- До питання про норму в синтаксисі // Українська філологія: досягнення і перспективи. — Львів, 1995. — С. 170—175.
- Вивчення фонетики української мови в китайськомовній аудиторії // Язык. Культура. Взаимопонимание. — Львів, 1997. — С. 352—356.
- «Видання виправлене й доповнене»? // Український правопис і наукова термінологія: проблеми норми та сучасність. — Львів, 1997. — С. 65-69.
- Ад'єктивні словосполучення в аспекті норми // Матеріали міжнародної славістичної конференції пам'яті Костянтина Трофимовича. — Львів, 1998. — С. 247—250.
- Експериментальні дослідження з фонетики у Львівському університеті // Українська філологія: школа, постаті, проблеми. — Львів, 1999. — С. 140—143.
- Збірник типових конкурсних тестових завдань з української мови. Вид. виправлене і доповн. — Львів, 2001. — 342 с. (у співавт.).
- Операція «И» та інші пригоди українського правопису // Високий Замок. — 2001. — № 17-18.
- Найшла зросійщена коса на «діяспорний» камінь?! // За вільну Україну. — 2001. — Ч. 18.
- Правописні норми і сьогочасна мовна практика // Мова і культура нації. — Тернопіль, 2001. — С. 169—178.
- Мовні засоби експресії у публіцистиці Юрія Липи // Юрій Липа: голос доби і приклад чину. — Львів, 2001. — С. 111—117.
- Програма з синтаксису сучасної української літературної мови: для студентів українського відділення філолог. фак-ту. — Львів, 2002. — 12 с.
- «Бродівщина» чи «Брідщина» ? // Дзвін. — Ч. 11-12. — 2002. — С. 146—147.
- Передмова // Кучеренко Ілля. Актуальні проблеми граматики. — Львів, 2003. — С. 3-12.
- Кодифікація синтаксичних норм у словнику. // Українське мовознавство. — Вип. 25. — К., 2003. — С. 98-102.
- Проблема кодифікації синтаксичних норм // Українська історична та діалектна лексика. — Львів, 2003. — С. 54-71.
- Конструкції з прикметником повний в українській мові // Вісник Львів. ун-ту. — Серія філологічна. — Вип. 30. — Львів, 2003. — С. 304—308.
- В. Сімович. Чи є ненаголошене «е» самостійною фонемою? / Переклад з нім. мови // Вісник Льваів. ун-ту. — Серія філологічна. — Вип. 30. — Львів, 2003. — С. 309—312.